# Phong trào Dân quyền
Phong trào dân quyền là một phong trào xã hội với mục đích là để đấu tranh cho dân quyền và nhân quyền.
Trong nhiều tình huống nó được đặc trưng bởi các cuộc biểu tình bất bạo động, hoặc bởi những hình thức của các chiến dịch đối kháng dân sự nhằm đạt được thay đổi thông qua các hình thức đối kháng bất bạo động. Trong một số trường hợp, chúng được đi kèm theo, hoặc theo sau, bởi tình trạng bất ổn dân sự và các cuộc nổi dậy vũ trang. Quá trình này kéo dài và mong manh ở nhiều nước, và nhiều phong trào này không, hay chưa, hoàn toàn đạt được mục tiêu của họ, mặc dù những nỗ lực của các phong trào này dẫn đến những cải tiến trong các quyền hợp pháp của một số nhóm người bị áp bức trước đây, ở một số nơi.
Mục đích chính của Phong trào Dân quyền thành công của người Mỹ gốc Phi và các phong trào khác cho các quyền dân sự bao gồm việc đảm bảo các quyền của tất cả mọi người được bảo vệ bình đẳng bởi pháp luật. Chúng bao gồm, nhưng không giới hạn các quyền, của các nhóm thiểu số, quyền của phụ nữ, và quyền LGBT.